# Fadoro Hilimbowo (Gunungsitoli Alo Oa)
Fadoro Hilimbowo is een bestuurslaag in het regentschap Gunungsitoli van de provincie Noord-Sumatra, Indonesië. Fadoro Hilimbowo telt 366 inwoners (volkstelling 2010).